# Yuan Mei
Yuan Mei (kinesiska: 袁枚), stilnamn: Zicai (子才), född 1716 i Qiantang (錢塘, i dagens Hangzhou), Zhejiangprovinsen, död 1798, var en kinesisk författare och lärd verksam under Qingdynastin.
Han gjorde en snabb akademisk karriär och var bland annat verksam vid Hanlinakademin, men efter att han lyckats anförskaffa en stor förmögenhet drog han sig tillbaka till sin hemstad år 1748 för att ägna sig åt litterära intressen. Efter sin egendom kom han också att kallas herr Suiyuan (隨園先生). Efter sin död skall han ha varit värd 30.000 tael.
Yuan Mei är idag främst hyllad för sin poesi och sitt litteraturteoretiska tänkande som återfinns i verket Suiyuan shihua (隨園詩話), men mest lästa är antagligen hans kokbok, Suiyuan shidan (随园食单) och hans samling spökhistorier, Zi bu yu (子不语).
Han är känd som en av Qianlong-periodens de stora poeter tillsammans med Zhao Yi och Jiang Shiquan.